# Estret de Mollet
L'Estret de Mollet és un pas estret i profund del riu Segre entre les muntanyes a l'Alt Urgell. Aquest estret resulta ser el límit natural entre dues comarques naturals, l'Urgellet i el Baridà. La primera tota ella a l'Alt Urgell, i la segona dividida entre l'Alt Urgell i la Cerdanya.
Aquest estret obre pas a la ribera d'Arsèguel, que inicia l'enfilall de riberes urgellenques i que ha constituït el segon gran "passadís" de Catalunya aprofitant el pas el Segre.